# Giornale dell'Isola
Giornale dell'Isola nacque alla fine del XIX secolo da un altro giornale dal titolo La Sera, ma alla sua prima uscita visse soltanto un mese. La sua rinascita risale al 1915, diretto prima da Giuseppe Simili e Carlo Carnazza e poi da Gioacchino Di Stefano. Era d'indirizzo conservatore e oppositore del politico locale Giuseppe De Felice Giuffrida. Dopo essersi fuso con altri giornali, finita la seconda guerra mondiale, risorse come settimanale diretto da Gaetano Tedeschi e nel 1946 ritornò come quotidiano, stavolta ad indirizzo monarchico, diretto fra gli altri da Alfredo Signoretti, divenuto in seguito direttore del quotidiano monarchico Roma di Napoli.
Nel 1954 il direttore Girolamo Damigella, che lo sosteneva, cambiò la denominazione in L'Isola, e con tale nome il giornale cessò definitivamente le pubblicazioni nell'aprile del 1955.